# Réserve de biosphère du mont Saint-Hilaire
La réserve de biosphère du mont Saint-Hilaire (RBMSH) est une réserve de biosphère située dans la province de Québec au Canada. Elle a été désignée par l'Unesco en 1978.

## Géographie
La réserve est située à 32 km de Montréal. Elle comprend le Mont Saint-Hilaire dans son aire centrale et elle est composée de huit municipalités longeant la rivière Richelieu.

## Histoire et gestion
Reconnue en 1978, la réserve de biosphère du Mont Saint-Hilaire est la première du Canada.
La réserve de biosphère du mont Saint-Hilaire est gérée par le Centre de la Nature Mont Saint-Hilaire, un organisme sans but lucratif fondé en 1972.

## Biodiversité
La réserve abrite plus de 600 espèces de plantes, 800 espèces de papillons, 13 espèces de poissons, 45 espèces de mammifères (l'écureuil gris, Tamias striatus, le raton laveur par exemple), 187 espèces d’oiseaux, représentant 60% du total de l'avifaune observée au sud-ouest du Québec.

## Activités socio-économiques
L'agriculture et le tourisme représentent les activités économiques majeures. L'agriculture est notamment caractérisée par la pommiculture, due à la présence historique de vergers établis depuis 1835.